# Stridsledningscentral
En stridsledningscentral är en anläggning från vilken flygvapnet övervakar Sveriges luftrum. Dessutom leds flygvapnets flygplan ifrån stridsledningscentraler, vars militära förkortning är Stric. Centralerna är belagda i atombombsskyddade bergrum på olika ställen i Sverige. Dessa berganläggningar är militära skyddsobjekt.